# خوسيه سواريز
خوسيه سواريز (بالإسبانية: José Lisardo Suárez Sánchez )‏ (و. 1919 – 1981 م) هو ممثل أفلام إسباني، ولد في أوفييدو، وكان عضوًا في الفرقة الزرقاء، توفي في أيير، أستورياس، عن عمر يناهز 62 عاماً.

## وصلات خارجية
- خوسيه سواريز على موقع IMDb (الإنجليزية)
- خوسيه سواريز على موقع ألو سيني (الفرنسية)
- خوسيه سواريز على موقع أول موفي (الإنجليزية)
- خوسيه سواريز على موقع قاعدة بيانات الأفلام السويدية (السويدية)
- خوسيه سواريز على موقع قاعدة بيانات الفيلم (الإنجليزية)
- خوسيه سواريز على موقع كينوبويسك (الروسية)